# Modern Days Society
Modern Days Society – debiutancki album thrashmetalowego zespołu Fortress. Został wydany w 2011 roku.

## Lista utworów
1. Modern Days Society - 05:24
2. Anniversary Song - 04:08
3. Living in the Gutter -	06:25
4. We Rule the Night - 04:58
5. I Am a Threat to the Law - 06:03
6. Cyberviolence - 04:36
7. Apocalypse... Now! - 07:55
8. I Like to Watch - 03:25

## Twórcy
- Tomasz Przewor – gitara basowa, śpiew
- Jakub "Szreder" Kurek - gitara
- Michał "Jabol" Jabłoński - gitara
- Michał Baniewicz - perkusja